# Basketball Bundesliga 2015-16
La Basketball Bundesliga 2015-16 fue la edición número 50 de la Basketball Bundesliga, la primera división del baloncesto profesional de Alemania. El campeón fue el Brose Bamberg, que lograba su octavo título, mientras que descendieron a la ProA los dos últimos clasificados, Mitteldeutscher BC y Crailsheim Merlins.

## Equipos

### Ascensos y descensos
Los campeones de la ProA, Gießen 46ers ascendieron a la BBL, junto con los finalistas s.Oliver Baskets. El Crailsheim Merlins recibió wild card de la liga, para llenar el hueco que dejó el Artland Dragons tras la disolución de su equipo profesional.

### Equipos 2015-2016 y localización
| Equipo                        | Ciudad       | Arena                  | Capacidad |
| ----------------------------- | ------------ | ---------------------- | --------- |
| Alba Berlin                   | Berlin       | Mercedes-Benz Arena    | 14,500    |
| Basketball Löwen Braunschweig | Braunschweig | Volkswagen Halle       | 6,600     |
| Bayern de Múnich              | Munich       | Audi Dome              | 6,700     |
| BG Göttingen                  | Göttingen    | Sparkassen Arena       | 3,447     |
| Brose Baskets                 | Bamberg      | Stechert Arena         | 6,800     |
| Crailsheim Merlins            | Crailsheim   | Arena Hohenlohe        | 3,000     |
| Eisbären Bremerhaven          | Bremerhaven  | Bremerhaven Stadthalle | 4,050     |
| EWE Baskets Oldenburg         | Oldenburg    | Große EWE Arena        | 6,069     |
| Gießen 46ers                  | Gießen       | Sporthalle Gießen-Ost  | 4,003     |
| Medi Bayreuth                 | Bayreuth     | Oberfrankenhalle       | 4,000     |
| MHP Riesen Ludwigsburg        | Ludwigsburg  | MHPArena               | 5,300     |
| Mitteldeutscher BC            | Weißenfels   | Stadthalle Weißenfels  | 3,000     |
| Phoenix Hagen                 | Hagen        | Enervie Arena          | 3,402     |
| ratiopharm ulm                | Ulm          | Ratiopharm Arena       | 6,000     |
| s.Oliver Baskets              | Würzburg     | s.Oliver Arena         | 3,140     |
| Fraport Skyliners             | Fráncfort    | Fraport Arena          | 5,002     |
| Telekom Baskets Bonn          | Bonn         | Telekom Dome           | 6,000     |
| Walter Tigers Tübingen        | Tübingen     | Paul Horn-Arena        | 3,132     |

## Temporada regular

### Clasificación
| Pos. | Equipo                        | PJ | G  | P  | PF   | PC   | DP   | Pts | Clasificación o descenso   |
| ---- | ----------------------------- | -- | -- | -- | ---- | ---- | ---- | --- | -------------------------- |
| 1    | Brose Baskets                 | 34 | 31 | 3  | 3053 | 2396 | +657 | 62  | Clasificados para playoffs |
| 2    | EWE Baskets Oldenburg         | 34 | 27 | 7  | 2861 | 2656 | +205 | 54  | Clasificados para playoffs |
| 3    | Skyliners Fráncfort           | 34 | 26 | 8  | 2688 | 2318 | +370 | 52  | Clasificados para playoffs |
| 4    | Bayern de Múnich              | 34 | 26 | 8  | 3096 | 2644 | +452 | 52  | Clasificados para playoffs |
| 5    | MHP Riesen Ludwigsburg        | 34 | 23 | 11 | 2799 | 2666 | +133 | 46  | Clasificados para playoffs |
| 6    | Alba Berlin                   | 34 | 22 | 12 | 2797 | 2518 | +279 | 44  | Clasificados para playoffs |
| 7    | ratiopharm Ulm                | 34 | 21 | 13 | 2810 | 2687 | +123 | 42  | Clasificados para playoffs |
| 8    | s.Oliver Baskets              | 34 | 17 | 17 | 2724 | 2793 | −69  | 34  | Clasificados para playoffs |
| 9    | Gießen 46ers                  | 34 | 17 | 17 | 2649 | 2691 | −42  | 34  |                            |
| 10   | Basketball Löwen Braunschweig | 34 | 16 | 18 | 2545 | 2611 | −66  | 32  |                            |
| 11   | Telekom Baskets Bonn          | 34 | 12 | 22 | 2763 | 2947 | −184 | 24  |                            |
| 12   | Medi Bayreuth                 | 34 | 12 | 22 | 2550 | 2775 | −225 | 24  |                            |
| 13   | Phoenix Hagen                 | 34 | 14 | 20 | 2851 | 3000 | −149 | 22  |                            |
| 14   | Tigers Tübingen               | 34 | 10 | 24 | 2689 | 2858 | −169 | 20  |                            |
| 15   | Eisbären Bremerhaven          | 34 | 9  | 25 | 2595 | 2826 | −231 | 18  |                            |
| 16   | BG Göttingen                  | 34 | 9  | 25 | 2596 | 2918 | −322 | 18  |                            |
| 17   | Mitteldeutscher BC            | 34 | 9  | 25 | 2673 | 2933 | −260 | 18  | Descenso a Pro A           |
| 18   | Crailsheim Merlins            | 34 | 5  | 29 | 2464 | 2966 | −502 | 10  | Descenso a Pro A           |

 Fuente: Beko BBL
Notas:
1. 1 2  Fráncfort 150–147 Munich
2. 1 2  Würzburg 183–182 Gießen
3. 1 2  Bonn 149–146 Bayreuth
4. ↑  Phoenix Hagen fue sancionado con 6 puntos por violación de licencias. Hagen perdería también cualquier desempate posible.[3]
5. 1 2 3  Bremerhaven 2 Pts, +17; Göttingen 2 Pts, −5; Weißenwels 2 Pts, −12

### Playoffs
|  | Cuartos de final | Cuartos de final       | Cuartos de final |                  |   | Semifinales         | Semifinales | Semifinales |  |   | Final         | Final | Final |  |
|  |                  |                        |                  |                  |   |                     |             |             |  |   |               |       |       |  |
|  |                  |                        |                  |                  |   |                     |             |             |  |   |               |       |       |  |
|  | 1                | Brose Baskets          | 3                |                  |   |                     |             |             |  |   |               |       |       |  |
|  | 1                | Brose Baskets          | 3                |                  |   |                     |             |             |  |   |               |       |       |  |
|  | 8                | s.Oliver Baskets       | 0                |                  |   |                     |             |             |  |   |               |       |       |  |
|  | 8                | s.Oliver Baskets       | 0                |                  | 1 | Brose Baskets       | 3           |             |  |   |               |       |       |  |
|  |                  |                        |                  |                  | 1 | Brose Baskets       | 3           |             |  |   |               |       |       |  |
|  |                  |                        | 4                | Bayern de Múnich | 0 |                     |             |             |  |   |               |       |       |  |
|  | 4                | Bayern Munich          | 4                | Bayern de Múnich | 0 | 3                   |             |             |  |   |               |       |       |  |
|  | 4                | Bayern Munich          |                  |                  |   |                     |             |             |  |   |               |       |       |  |
|  | 5                | MHP Riesen Ludwigsburg | 2                |                  |   |                     |             |             |  |   |               |       |       |  |
|  | 5                | MHP Riesen Ludwigsburg | 2                |                  |   |                     |             |             |  | 1 | Brose Baskets | 3     |       |  |
|  |                  |                        |                  |                  |   |                     |             |             |  | 1 | Brose Baskets | 3     |       |  |
|  |                  |                        | 7                | ratiopharm Ulm   | 0 |                     |             |             |  |   |               |       |       |  |
|  | 3                | Skyliners Fráncfort    | 7                | ratiopharm Ulm   | 0 | 3                   |             |             |  |   |               |       |       |  |
|  | 3                | Skyliners Fráncfort    |                  |                  |   |                     |             |             |  |   |               |       |       |  |
|  | 6                | Alba Berlin            | 0                |                  |   |                     |             |             |  |   |               |       |       |  |
|  | 6                | Alba Berlin            | 0                |                  | 3 | Skyliners Fráncfort | 1           |             |  |   |               |       |       |  |
|  |                  |                        |                  |                  | 3 | Skyliners Fráncfort | 1           |             |  |   |               |       |       |  |
|  |                  |                        | 7                | ratiopharm Ulm   | 3 |                     |             |             |  |   |               |       |       |  |
|  | 2                | EWE Baskets Oldenburg  | 7                | ratiopharm Ulm   | 3 | 1                   |             |             |  |   |               |       |       |  |
|  | 2                | EWE Baskets Oldenburg  |                  |                  |   |                     |             |             |  |   |               |       |       |  |
|  | 7                | ratiopharm Ulm         | 3                |                  |   |                     |             |             |  |   |               |       |       |  |
|  | 7                | ratiopharm Ulm         | 3                |                  |   |                     |             |             |  |   |               |       |       |  |
|  |                  |                        |                  |                  |   |                     |             |             |  |   |               |       |       |  |

## Galardones
MVP de la temporada
- Brad Wanamaker, Brose Baskets

Mejor jugador ofensivo
- Brad Wanamaker, ratiopharm Ulm

Mejor jugador defensivo
- Quantez Robertson, Skyliners Fráncfort

Mejor jugador alemán joven
- Paul Zipser, Bayern de Múnich

Entrenador del Año
- Gordon Herbert, Skyliners Fráncfort

Jugador más efectivo
- Daniel Theis, Brose Baskets
- Brian Qvale, EWE Baskets Oldenburg

Mejores quintetos de la BBL
| Pos.      | All-BBL 1.er equipo | All-BBL 1.er equipo   | All-BBL 2º equipo  | All-BBL 2º equipo     |
| Pos.      | Jugador             | Club                  | Jugador            | Club                  |
| --------- | ------------------- | --------------------- | ------------------ | --------------------- |
| Base      | Brad Wanamaker      | Brose Baskets         | Jordan Theodore    | Skyliners Fráncfort   |
| Escolta   | Bryce Taylor        | Bayern de Múnich      | Vaughn Duggins     | EWE Baskets Oldenburg |
| Alero     | Rickey Paulding     | EWE Baskets Oldenburg | Darius Miller      | Brose Baskets         |
| Ala-Pívot | Nicolò Melli        | Brose Baskets         | Daniel Theis       | Brose Baskets         |
| Pívot     | Brian Qvale         | EWE Baskets Oldenburg | Johannes Voigtmann | Skyliners Fráncfort   |